# Мухаммад I (манса)
Мухаммад I ибн Гао — манса Малийской империи с 1305 по 1310 годы.
Мухаммед I ибн Гао унаследовал трон после смерти своего отца в 1305 году и правил до тех пор, пока трон не наследовал его дядя, Абубакар II в 1310 году.